# Copa dos Campeões Feminina da FIFA
A Copa dos Campeões Feminina da FIFA será uma competição internacional de futebol feminino organizada pela FIFA, com estreia marcada para 2026. O torneio contará com os clubes campeões de cada uma das seis confederações continentais, competindo anualmente — exceto nos anos em que se realiza o Mundial de Clubes Feminino da FIFA, disputado de quatro em quatro anos — para determinar a melhor equipa de clubes femininos do mundo.
No dia 5 de março de 2025, a FIFA anunciou a criação da Taça dos Campeões Feminina como parte do seu compromisso em desenvolver o futebol feminino de clubes a nível global. O torneio inaugural está agendado para 2026, representando um marco importante na criação de uma plataforma global onde as equipas femininas de clubes possam competir ao mais alto nível.

## Formato
A competição contará com seis equipas, cada uma representando uma das confederações continentais da FIFA. Na edição inaugural, as meias-finais e a final serão disputadas num local neutro, com a estrutura seguinte:
- Ronda 1: A campeã da Liga dos Campeões Feminina da AFC recebe a campeã da Liga dos Campeões Feminina da OFC.
- Ronda 2: A campeã da Liga dos Campeões Feminina da CAF recebe a vencedora da Ronda 1.
- Meias-finais: A vencedora da Ronda 2 defronta a campeã da Liga dos Campeões Feminina da UEFA, enquanto a campeã da Taça dos Campeões da CONCACAF defronta a campeã da Taça Libertadores Feminina.
- Final e jogo de atribuição do terceiro lugar: As vencedoras das meias-finais disputam a final, enquanto as derrotadas jogam pelo terceiro lugar.